# 中野忠晴
中野 忠晴（なかの ただはる、1909年（明治42年）5月27日 - 1970年（昭和45年）2月19日） は、愛媛県大洲市出身の歌手・作曲家。服部良一、ディック・ミネとともにアメリカのポピュラーソングを戦前期の日本に広め、和製ポップスの基礎を築く。

## 人物
実父がキリスト教会の牧師（オルガン演奏家）だった影響もあり、地元キリスト教会の賛美歌合唱隊に所属していた。武蔵野音楽学校（現：武蔵野音楽大学）在学中にニッポンレコードでレコードの吹き込みのアルバイトをしていたことと、1932年春の音楽学校声楽科の新卒業生を集めて行われた新人音楽会で、クルト・ワイルの三文オペラ中の歌、「マック・ザ・ナイフ」を歌って脚光を浴びたことがきっかけで、作曲家・山田耕筰にスカウトされ、日本コロムビアに入社する。
コロムビアに入社した当初は、日本ビクターレコード（現：JVCケンウッド・ビクターエンタテインメント）所属の徳山璉のライバルとしてデビュー。当初は歌謡曲路線を中心に活動していたが、アメリカのジャズコーラスユニット「ミルスブラザーズ」の影響を受け、コロムビア（ナカノ）リズムボーイズという中野が培ったジャズ・コーラス・グループを結成。1934（昭和9）年、彼らをバックに歌った「山の人気者」が大ヒットし、ジャズコーラスのジャンルを日本に定着させた。ほかのヒット曲には『バンジョーで唄えば』『チャイナ・タンゴ』（いずれも服部良一作曲）『ダイナ』『小さな喫茶店』。ロサンゼルスオリンピック日本選手団応援歌の「走れ大地を」などがある。また、六甲颪の愛称で知られる大阪（阪神）タイガースの歌を初めて吹き込んだのも中野であった。
戦争の激化とともにジャズが制限され1941（昭和16）年ごろにはリズムボーイズが解散。以後は音楽活動も芳しくなく慰問活動で唄うぐらいであった。戦時中は高知の土佐（中部第八十四部隊）に召集された。幸いにも無事帰還する。

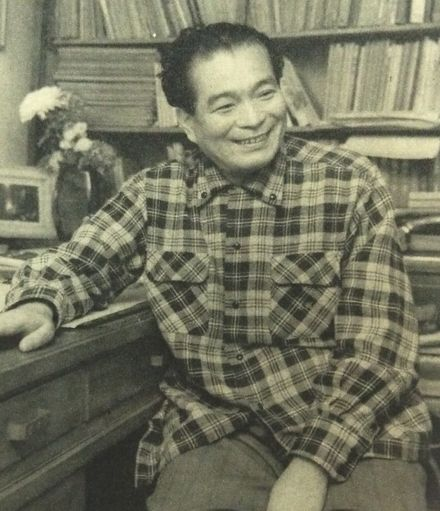
1956年

戦後は自身が喉を傷めたこともあり歌手活動から引退してキングレコードに移籍、主に作曲活動を中心にして当時の人気歌手である江利チエミ、松島詩子、若原一郎、三橋美智也、春日八郎らに楽曲を提供し続けた。作品としては三橋美智也が歌った「達者でナ」「赤い夕陽の故郷」。若原一郎の「おーい中村君」。松島詩子「喫茶店の片隅で」などがある。
その後も歌手として再びステージに復帰することなく1970年2月肺癌のため60歳で永眠する。
なお、戦前期には1933年暮れ頃のタイヘイレコードでのアルバイト吹込みで「牧忠夫」、「水田潔」という別の芸名、コロムビアでも作曲や作詞活動で「柏木晴夫」、「野瀬宇多男」というペンネームを用いて活動していたこともある。